# Bruno Lauzi
Bruno Lauzi (8. srpna 1937 – 24. října 2006) byl italský zpěvák a kytarista. Narodil se ve městě Asmara, které v té době patřilo Italské východní Africe, katolickému otci a židovské matce. Psal písně pro řadu interpretů, mezi něž patří například Georges Moustaki, Mia Martini, Lucio Battisti a Ornella Vanoni. Své první album nazvané Lauzi al cabaret vydal v roce 1965 a následovalo velké množství dalších. V osmdesátých letech působil také v politice, byl členem Italské liberální strany. Zemřel na následky Parkinsonovy nemoci.